# Edsel Gomez
Edsel Gomez (Bayamón, 9 augustus 1962) is een Puertoricaanse jazzpianist.

## Biografie
In 2007 werd hij genomineerd voor een Grammy Award voor het album Cubist Music. Hij arrangeerde en regisseerde de Grammy-winnende opname Eleanora Fagan (1915-1959): To Billie with Love from Dee Dee Bridgewater van Dee Dee Bridgewater . Hij heeft gewerkt met Jack DeJohnette, Don Byron, Brian Lynch en Eddie Palmieri. 
Na een onderzoekstudie, gepromoot door de Philippine Heritage Library en Ayala Museum in Manilla begon hij de Edsel Gomez World Fusion Band, die de fusie van Filipijnse traditionele en tribale muziek met jazz en Afro-Caribische muziek onderzoekt.

## Discografie

### Als leader
Celebrating Chico Buarque De Hollanda (Mix House)
- 2005: América: Arismar Do Espírit O Santo (Lua)
- 2006: Cubist Music (Zoho Music)
- 2015: Road to Udaipur (Zoho Music)

### Als sideman
Met Freddie Bryant
- 1999 Boogaloo Brasileiro
- 2000 Live at Smoke

Met David Sánchez
- 1998 Obsession
- 2000 Melaza
- 2001 Travesía
- 2004 Coral

Met Don Byron
- 1992 Tuskegee Experiments
- 1995 " Music For Six Musicians"
- 2001 You Are #6: More Music for Six Musicians

Met Richard Bona
- 1999 Scenes from My Life
- 2001 Reverence

Met Conrad Herwig
- 2004 Another Kind of Blue: The Latin Side of Miles Davis
- 2004 Que Viva Coltrane
- 2006 Sketches of Spain y Mas: The Latin Side of Miles Davis

Met Humberto Ramírez
- 1992 Jazz Project
- 2007 Humberto Ramírez Presents Smooth Latin Jazz
- 2008 Trompeta Tropical

Met Dee Dee Bridgewater
- 2007 Red Earth
- 2010 Eleanora Fagan (1915-1959): To Billie with Love from Dee Dee Bridgewater
- 2011 Midnight Sun

Met Tony Lujan
- 2001 You Don't Know What Love Is
- 2004 Tribute

Met anderen
- 1992 Prodigios Delights, Prodigio
- 1994 Debutaste En Mi, Jorge Escobar
- 1999 A Day in the Life, Eric Benét
- 2001 Branching Out, William Cepeda and Afrorican Jazz
- 2001 Rite of Passage, Sunny Sumter
- 2002 Piñero, Kip Hanrahan
- 2003 Let's Go to the Rumba!, Rumbantela
- 2004 10 Anos, Arismar Do Espirito Santo
- 2004 El Hombre, Carlos "Patato" Valdes
- 2005 The Color of Things, Sandro Albert
- 2006 A Thousand Beautiful Things, Janis Siegel
- 2006 Simpatico, Eddie Palmieri, Brian Lynch
- 2007 Língua, Caetano Veloso
- 2007 Vision of Love, Christine Capdeville
- 2009 The Chick Corea Songbook, The Manhattan Transfer
- 2015 East Side Rio Drive, Nilson Matta